# Aegidius Tschudi
Pour les articles homonymes, voir Tschudi.
Ægidius Tschudi (aussi prénommé Gilg ou Gilles) (5 février 1505 à Glaris - 28 février 1572) est un homme politique, diplomate, géographe et historien suisse ; il est considéré comme le père de l'histoire suisse.

## Biographie
De foi catholique, il eut le réformateur protestant Ulrich Zwingli comme précepteur. Il soutient activement la Contre-Réforme, en particulier dans « l'affaire de Glaris », au terme de laquelle il doit s'exiler à Rapperswil.
Tschudi est Landaman de Glaris de 1558 à 1560, puis anobli par l'empereur Ferdinand Ier, auprès de qui il avait été envoyé en tant qu'ambassadeur.
Ægidius est d'abord un géographe. Dès 1524, il se lance sur les chemins des Alpes. Il franchit le col du Septimer, le col du Saint-Gothard, le col de la Furka, le col du Grimsel et le col du Grand-Saint-Bernard. À la suite de ses périples, il écrit en 1528 Alpisch Rhætia publié en 1538 et accompagné d'une carte de la Suisse. Cette publication le rend célèbre bien au-delà des frontières helvétiques.
C'est cependant en tant qu'historien de la Suisse qu'il est le plus connu. Ses incessantes recherches et collection de documents originaux lui permirent de rassembler la matière nécessaire à la rédaction de trois grands travaux : Chronicon Helveticum, « la première « Histoire suisse » à prétention scientifique ». Ses travaux, sans perdre de leur valeur, ont cependant été largement corrigés par des études récentes. C'est à Tschudi qui s'inspire du Livre blanc de Sarnen, que l'on doit la première compilation un tant soit peu cohérente des histoires de Guillaume Tell et de l'origine de la Suisse, qui sont légion dans le pays.
Il a aussi, semble-t-il, falsifié certaines inscriptions latines[réf. nécessaire] dans le but de repousser les origines de sa propre famille aux débuts de l'histoire de la Confédération suisse et de Glaris.

## Ouvrages
- (de) Ægidius Tschudi, la Chronique de la Suisse, de l'an 1000 à 1470, Bâle, 1734, 2 volumes in-fol.
- (la) Ægidius Tschudi, De Prisca ac vera Alpina Rhætia, cum cætero Alpinarum gentium tractu, nobilis et erudita ex optimis quibusque ac probatissimis autoribus descriptio, Bâle, 1538